# Dąbrowina
Dąbrowina (lit. Dambravina; inne nazwy: Žaldvariai, Dombrovina, żmudz.: Dambravėna) – wieś w południowo-zachodniej Litwie, w okręgu mariampolskim, w rejonie kozłoworudzkim, w starostwie Kozłowa Ruda. Dambravina oddalona jest 33 kilometry od Kowna oraz 123 kilometry od stolicy kraju - Wilna. W 2001 populacja wsi wynosiła 36 osób. Według danych pochodzących z dnia 1 lipca 2003, w Dambravinie znajdowało się 6 gospodarstw rolnych, w których hodowano 33 zwierzęta.